# 結川るり
結川 るり（ゆいかわ るり、1986年7月10日 - ）は、日本の元AV女優。
身長165cm 、スリーサイズ：B88・W58・H86。趣味、特技：買い物、水泳

## 略歴
2006年に『新星』でAVデビュー。

## 作品

### アダルトビデオ
2006年
- 新星（12月1日、MOODYZ）

2007年
- ハイパーデジタルモザイクvol.51（1月1日、MOODYZ）
- 潮吹き精飲FUCK（2月1日、MOODYZ）
- 真性中出し（3月1日、MOODYZ）
- 真性中出しSPECIAL（4月13日、MOODYZ）
- ぶっかけ中出しアナルFUCK!（9月1日、MOODYZ）
- 爆イキ 6（9月11日、アヴァ）
- ハイモザ 抜き挿しFUCK4時間（9月13日、MOODYZ）※総集編
- ハイモザ 中出しFUCK4時間（10月13日、MOODYZ）※総集編
- 逆ナンパ中出し II ナンパして中出しさせる7人のギャル（11月10日、隼エージェンシー）
- フェラグランプリ2008（12月1日、隼エージェンシー）
- 人妻密会 官能旅行（12月8日、フリービジョン）

2008年
- レイプ中出し IV 理不尽に中出しさた8人のギャル（1月12日、隼エージェンシー）
- 愛しのフェラチーオ VIII（2月9日、隼エージェンシー）
- こだわりの手コキ 4時間SP VII（2月9日、隼エージェンシー）
- 女子大生監禁 アナル飼育（3月1日、シネマジック）
- 美脚中出し VI（4月12日、隼エージェンシー）
- ギャルレイプ 無理やり犯され7人のギャルたち（4月12日、隼エージェンシー）
- フェラコレ2008春SP（4月12日、隼エージェンシー）
- 狙われた人妻 第5章 無理やり犯される7人の人妻たち（5月10日 隼エージェンシー）
- こだわりの手コキ 4時間SP VIII 30人のハンドメイド（5月10日 隼エージェンシー）
- 中出し了解 結川るり（6月21日 プレステージ）
- BIKINIマリンピック!!2008（7月15日、ミュージアム・ネクスト）
- ハーレムリゾートギャルズ（7月20日、ミュージアム・ネクスト）
- 浴衣乱交夏祭り（8月15日、ミュージアム・ネクスト）
- アニマルコスプレ肛門M女（10月19日、クロス）
- ハーレム (10月19日、ミスター・インパクト)
- ［フェラコレ★ナンパ編］ 12人のフェラ好きギャル!（11月8日、隼エージェンシー）
- いっけん優しい若くて美人な保母さんは、ホントは下品な二穴悶絶肛姦マニア（12月19日、クロス）